# Henri Zaffreya
Henri Zaffreya, né le 31 janvier 1894 à Lasalle (Gard) et décédé le 8 août 1957 dans sa ville natale, est un haut fonctionnaire et homme politique français.

## Biographie
Sa famille, issue d'un immigré italien, est fixée à Lasalle, petit village des Cévennes, depuis les années 1820.
Après des études secondaires à Nîmes Henri Zaffreya entre à la faculté de droit de Montpellier où il réussit au point de penser à l'agrégation. Appelé sous les drapeaux dès le début de la Première Guerre mondiale il est très rapidement et très grièvement blessé. Un éclat d'obus lui enlève le menton et la majeure partie du maxillaire inférieur droit. Il passe le reste de la guerre dans les hôpitaux où il subit dix-sept interventions chirurgicales. À la fin de la guerre son frère cadet, René, doit lui réapprendre à parler. Il termine alors ses études puis entre au ministère des Finances où il fait toute sa carrière. Peu après la fin de la guerre il a épousé Marie-Louise Bourel mais le couple reste sans descendance.
Sur le plan politique, c'est un conservateur, ami d'Emmanuel Temple. Pendant la Seconde Guerre mondiale il est pétainiste, seul choix raisonnable possible à ses yeux. Le choix inverse de son jeune frère, farouchement opposé aux Allemands et résistant, est pour lui une pure folie. Assistant directeur de l'administration centrale des finances en 1939, puis conseiller d'État sous le gouvernement de Vichy, il devient, en mai 1943, secrétaire général pour les Affaires économiques du gouvernement Laval, auprès du ministre de l'Économie nationale et des Finances, Pierre Cathala.
À la Libération Henri Zaffreya est mis à la retraite anticipée sans plus de poursuites. Jusqu'à sa mort, à 63 ans, il assure la présidence du Comité interprofessionnel du rhum et siège dans différents conseils d'administration dont celui des Chargeurs réunis.